# Carretera Stuart
La carretera Stuart (en inglés, Stuart Highway) es una de las principales carreteras de Australia. Un segmento de la misma pertenece a la Carretera 1 (en inglés, Highway 1), y se extiende desde Darwin en el Territorio del Norte en el norte, hasta Port Augusta en Australia Meridional, pasando por Tennant Creek y Alice Springs. Cubre una distancia total de 2834 kilómetros. La ruta principal que cruza Australia de norte a sur es conocida informalente en ese país simplemente como "La Ruta" (en inglés, "The Track").
La carretera recibe su nombre en honor a John McDouall Stuart, quien fuera el primer europeo en cruzar Australia de sur a norte. La carretera sigue aproximadamente la ruta que Stuart tomó.

## Ruta

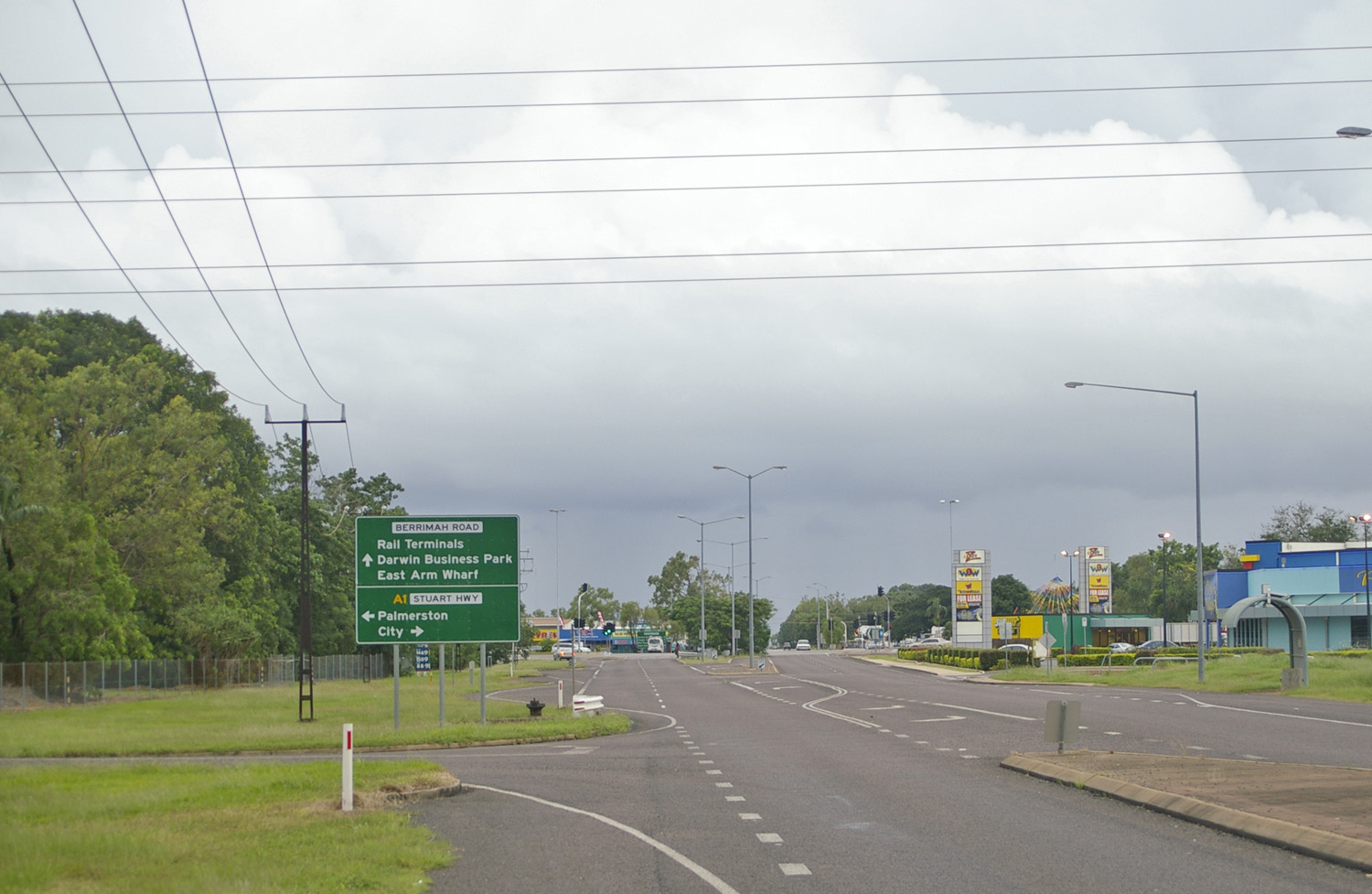
Intersección de la Carretera Stuart en Stuart Highway intersection in Berrimah, Territorio del Norte.

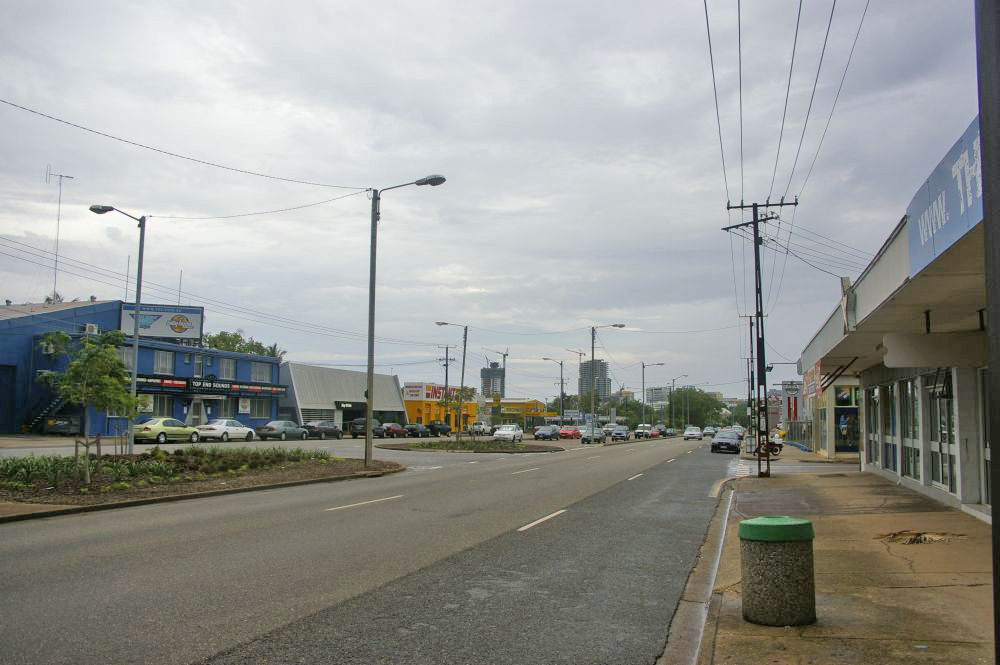
Carretera Stuart en Stuart Park, Territorio del Norte.

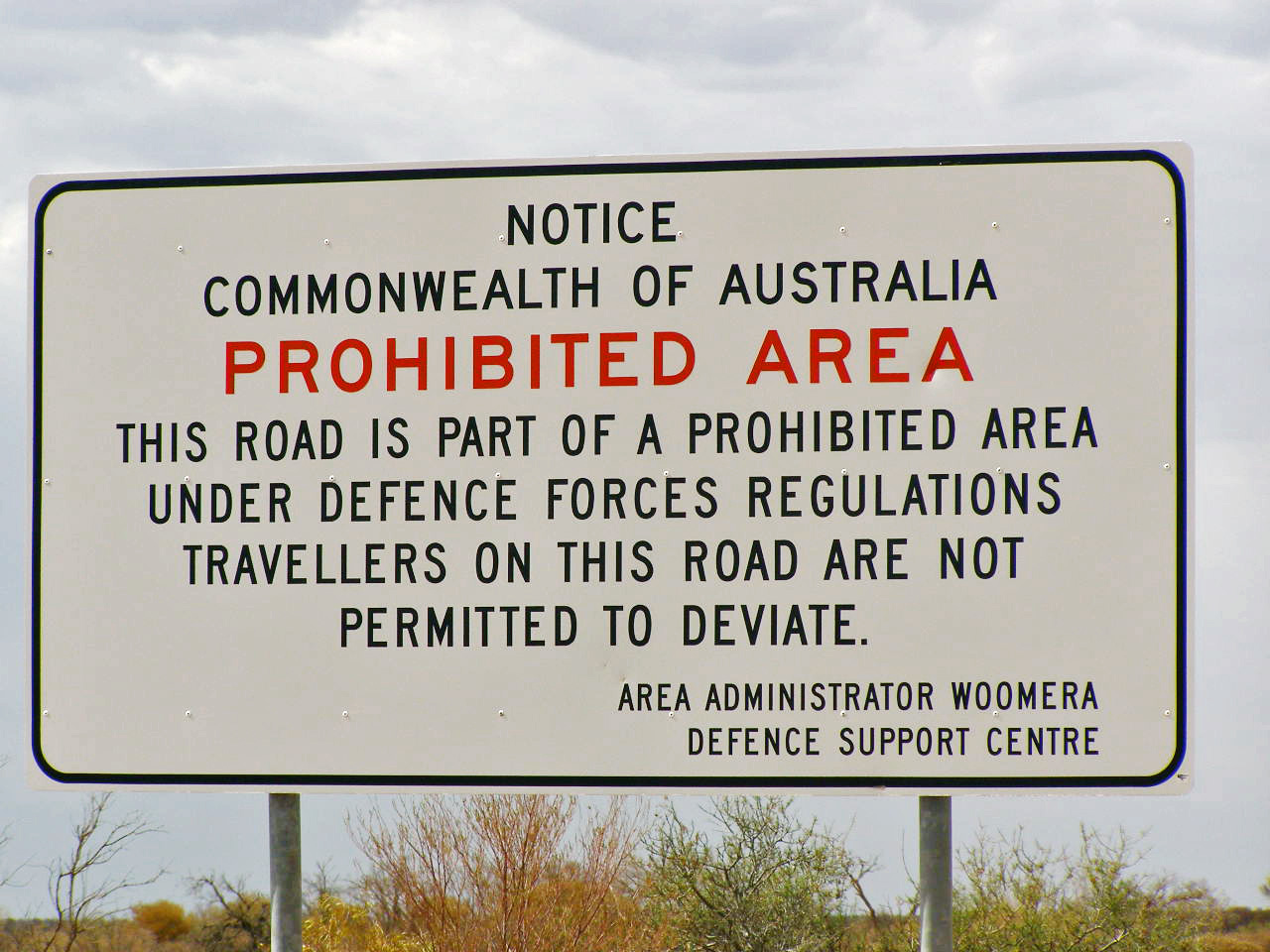
La carretera cruza el Área Prohibida de Woomera.

Carretera Stuart en el Territorio del Norte.

### Territorio del Norte
La sección de la carretera en el Territorio del Norte comienza en el extremo sur del distrito central de Darwin en Daly Street y continúa como una carretera de dos vías hasta la Carretera Arnhem en Howard Springs. La carretera continúa 317 kilómetros hacia el sur, pasando por la Carretera Kakadu hasta la Carretera Victoria en Katherine. Allí la ruta cambia de nombre de Nacional 1 a Nacional 87. La carretera continúa por 673 kilómetros desde allí hacia el sur, pasando por la Carretera Roper, la Carretera Carpentaria y la Carretera Buchanan hasta la Carretera Barkly en Tennnant Creek. La carretera continúa 508 kilómetros hacia el sur hasta Alice Springs, pasando la Carretera Plenty. Pasa por la Cordillera Macdonnel y finalmente cruza la frontera entre Australia del Sur y el Territorio del Norte en Kulgera. La carretera se terminó de pavimentar recién a mediados de los años 1980 como parte del programa de carreteras del bicentenario de Australia. No existe control policial en gran parte de esta remota ruta y hasta finales de 2006 no había límites de velocidad fuera de pueblos y otras áreas construidas en la sección del Territorio del Norte. Gran parte de la población del Territorio del Norte que no vive en Darwin lo hace a lo largo de esta ruta.

### Australia Meridional
En el límite entre el Territorio del Norte y Australia Meridional la ruta cambia de nombre de Nacional 87 a Nacional A 87. La Carretera Stuart pasa por la región de Far North y continúa hasta Adelaida, pero su ruta oficial llega hasta Port Augusta. La Carretera pasa por el Área Prohibida de Woomera, en la cual los viajeros no pueden salir del camino. La carretera continúa hacia el sureste en dirección a Adelaida.
Existen gasolineras y otros servicios (restaurantes, baños, etc.) en intervalos razonables (normalmente cada 200 kilómetros) y zonas de descanso en intervalos aún más frecuentes. Algunas de estas zonas están ubicadas en puntos escénicos con pizarras de información, pero otros solo ofrecen mesas de pícnic y un basurero en el medio de la nada.

## Límites de velocidad
Hasta el 1 de enero de 2007 no había ningún límite de velocidad en la parte de la carretera que atraviesa el Territorio del Norte, pero hoy en día existen límites de velocidad en algunas secciones. Anteriormente, simplemente se les pedía a los conductores que manejen a velocidades seguras según la situación. Las leyes de tránsito del Territorio del Norte fueron actualizadas a partir del 1 de enero de 2007 para que sean similares a las del resto de Australia. Esto incluyó la colocación de letreros con límites de 130 km/h en todas las carreteras importantes como la Carretera Stuart y un incremento sustancial a las multas por exceso de velocidad.
En el sector de Australia Meridional, el límite de velocidad es de 110 km/h en áreas no construidas fuera de Port Augusta y Adelaida.

## Otros usos
La primera y única Carrera Cannonball celebrada en Australia se llevó a cabo en 1994, en el tramo de la Carretera Stuart desde Darwin hasta Yulara, y de vuelta. Al igual que en experiencias similares en Estados Unidos, este evento terminó en tragedia cuando un Ferrari F40 fuera de control se estrelló contra un punto de control en Alice Springs, resultando en la muerte de cuatro personas, incluyendo los ocupantes. Se impuso un límite de 150km/h por el resto de la carrera para evitar accidentes.
La carretera también es utilizada por el Royal Flying Doctor Service como una pista de aterrizaje de emergencia y algunas de sus secciones están oficialmente designadas para este fin. Estas secciones han sido seleccionadas y preparadas especialmente para el aterrizaje de areonaves que solo puede suceder una vez que el camino ha sido despejado y cerrado por la policía.